# Ledce (district de Hradec Králové)
Pour les articles homonymes, voir Ledce.
Ledce (en allemand : Ledetz) est une commune du district de Hradec Králové, dans la région de Hradec Králové, en République tchèque. Sa population s'élevait à 346 habitants en 2022.

## Géographie
Ledce se trouve à 4 km au nord-est de Třebechovice pod Orebem, à 15 km à l'est de Hradec Králové et à 115 km à l'est-nord-est de Prague.
La commune est limitée par Očelice au nord-est, par Bolehošť à l'est, par Týniště nad Orlicí au sud, et par Třebechovice pod Orebem, Jeníkovice à l'ouest et Vysoký Újezd au nord-ouest.

## Histoire
La première mention écrite de la localité date de 1450. La commune faisait partie du district de Rychnov nad Kněžnou avant son rattachement au district de Hradec Králové le 1er janvier 2007.

## Administration
La commune se compose de trois sections :
- Klášter nad Dědinou
- Ledce
- Újezdec

## Transports
Par la route, Ledce se trouve à 5 km de Třebechovice pod Orebem, à 18 km de Hradec Králové et à 136 km de Prague. 